# Wilkes-Amphitheater
Das Wilkes-Amphitheater ist ein großer Bergkessel im ostantarktischen Viktorialand. Er liegt auf der Ostseite des Mount Smith.
Wissenschaftler einer von 1962 bis 1963 durchgeführten Kampagne im Rahmen der New Zealand Geological Survey Antarctic Expedition benannten ihn. Namensgeber ist der neuseeländische Insektenkundler und spätere Aktivist Owen Wilkes (1940–2005), der an dieser Kampagne beteiligt war und dabei die Nordseite des Bergkessels bestieg.